# Allaines
Allaines é uma comuna francesa na região administrativa de Altos da França, no departamento de Somme. Estende-se por uma área de 8,36 km². Em 2010 a comuna tinha 460 habitantes (densidade: 55 hab./km²).